# Endopus parvipes
Endopus parvipes är en mångfotingart som beskrevs av Loomis och Schmitt 1971. Endopus parvipes ingår i släktet Endopus och familjen Conotylidae. Inga underarter finns listade i Catalogue of Life.